# Teobaldo VI de Blois

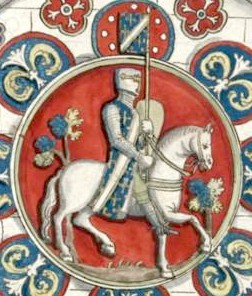
Desenho de um vitral da Catedral de Chartres onde se encontra representado Teobaldo

Teobaldo VI de Blois (c.1190-16 ou 22 de abril de 1218) foi conde de Bloise de Clermont-en-Beauvasisis a partir de 1205.

## Biografia
Teobaldo era filho de Luís I de Blois e Catarina de Clermont, e o único sobrevivente dos pais. O pai havia ganho pelo casamento com a mãe o condado de Clermont-en-Beauvaisis, que passou a fazer parte do património que passou a Teobaldo. Ainda antes de governar fez várias doações com os pais: Hôtel-Dieu, Châteaudun em março 1200 e maio de 1202, e Chartres em 1201 .
Herdou as possessões da família em 1205, depois da morte do pai. Participou na construção da Catedral de Chartres, e construiu ainda um grande castelo em Blois, em que ainda hoje permanece uma torre e uma sala principal, a Sala dos Estados, onde estava a construir uma ainda maior que designaria por Sala do Mundo.
Lutou contra os Cátaros no sul de França, e os mouros em Castela durante as guerras da Reconquista, participando numa das mais decisivas: a Batalha de Navas de Tolosa, a 16 de julho de 1212. Contraiu porém a lepra e foi forçado a regressar pouco depois. Passou os últimos anos da sua vida no seu castelo em La Ferté-Villeneuil. No início de abril de 1218, fez uma outra doação a Hôtel-Dieu . Faleceu nesse mesmo mês, variando as fontes entre 16 e 22 de abril.
Por falta de descendência, doou Clermont-en-Beauvaisis ao Reino de França, e o resto das suas terras às tias, Isabel e Margarida. Para a primeira criou, a partir do norte do condado de Blois, o condado de Chartres, que incluía a cidade de Chartres e os respetivos rendimentos. Para Margarida doou o restante de Blois. Há fontes que referem que, para além das tias, irmãs do seu pai, também a sua mãe, Catarina estava ainda viva, embora este facto não seja consensual.

## Casamento
Teobaldo casou, antes de 1213, com Matilde de Alençon, filha de Roberto, O Ruivo, conde de Alençon, e Joana de Preuilly. Não tiveram descendência. Casou uma segunda vez com Clemência de Roches, filha de Guilherme de Alençon, senescal de Anjou e Margarida de Sablé. Também não houve descendência deste casamento.